# Eunica ninetta
Eunica ninetta är en fjärilsart som beskrevs av Hans Fruhstorfer 1907. Eunica ninetta ingår i släktet Eunica och familjen praktfjärilar. Inga underarter finns listade i Catalogue of Life.